# Nagoya-kei
Nagoya kei (jap. 名古屋系) – odmiana visual kei mająca swoje korzenie we współczesnej scenie muzycznej w Nagoi (Japonia). Zdobyła popularność głównie w japońskiej muzyce niezależnej (lecz odnajdywana jest także w różnych formach na całym świecie). Charakteryzuje się bardziej mroczną oraz ciemną formą niż visual kei i nawiązuje głównie do zachodniego (szczególnie brytyjskiego) punk rocka.
W nagoya kei kładziony jest mniejszy nacisk na charakterystyczne kostiumy i makijaż, za to zwracana jest uwaga na skomplikowaną formę muzyki, na którą kładziony jest największy nacisk. Przykładami tego stylu są zespoły takie, jak: Deadman, Deathgaze, Kein, lynch. czy the studs.

## Historia
Pierwsze znane zespoły nurtu Nagoya kei to zespół Silver~Rose, założony w 1989 roku, oraz Kuroyume i Merry Go Round, oba założone w 1991 roku. Według Shuna gitarzysty Fanatic Crisis, Silver~Rose i Kuroyume byli „wielką dwójką” wczesnej sceny Nagoya kei. Shun wymienia Laputę, Rouage i swój własny zespół Fanatic Crisis jako część drugiej generacji Nagoya kei w połowie lat dziewięćdziesiątych. Pod koniec lat 90. wiele zespołów przeniosło się do Tokio i podpisało kontrakty z głównymi wytwórniami płytowymi. Większość z nich przyjęła też bardziej komercyjne brzmienie, jak Fanatic Crisis, który został uznany za jeden z „wielkiej czwórki” zespołów visual kei tamtych czasów. Keito Ozaki z japońskiego serwisu popkulturowego Real Sound napisał, że wiele zespołów Nagoya kei ostatecznie rozchodzi się w różnych kierunkach; Kuroyume zwrócił się w stronę punk rocka i hardcore punka, Laputa w kierunku cyfrowego brzmienia, Fanatic Crisis w pop, a Merry Go Round w „maniakalny, ero-guro i undergroundowym kierunek”.
Późniejsze godne uwagi zespoły to Kein, Deadman, Blast i Gullet. Nagoya kei ma historię zespołów, które często współpracują, wymieniają się członkami i tworzą nowe zespoły po rozpadach. Często toczy się wiele dyskusji na temat tego, czy dany projekt jest uważany za Nagoya kei, czy też nie. Odkąd termin visual kei stał się głównym nurtem, nowsze zespoły na ogół nie są uważane za Nagoya kei. Na przykład członkowie zespołu Lynch, powstałego w 2004 roku, nie zgadzają się z takim określeniem, a wokalista Hazuki twierdzi, że brzmienie Nagoya kei nie zawiera „współczesnej ciężkości”, jak to jest w ich przypadku. Jednak Ozaki napisał, że Lynch ma więcej niż kilka cech wspólnych z Nagoya kei. Szczególnie że ze względu na popularność Dir en Grey wiele współczesnych zespołów ma cięższe dźwięki z nisko strojonymi gitarami, w tym te w Nagoya kei. Utworzony w 2013 roku zespół Arlequin, pomimo tego, że nie pochodzi z Nagoi, był pod wpływem jej zespołów i określa się jako „następna generacja Nagoya kei”.